# Позиция (лингвистика)
Позиция в лингвистике — окружение единицы того или иного уровня языка, её положение относительно других единиц:
- субфонологическая — на уровне аллофонов[1]
- фонологическая — условия, определяющие реализацию фонемы в речи[2]
- синтаксическая — место в предложении с теми или иными синтаксическими свойствами[1].

## В фонологии
В фонологии под позицией понимается совокупность условий, определяющих, какой будет та или иная реализация фонемы. К таким условиям относятся:
- непосредственное фонетическое окружение
- положение относительно начала и конца морфемы, стыка морфем
- положение по отношению к ударению (нахождение в ударном или безударном слоге).

Различаются сильная позиция (позиция максимальной дифференциации), в которой различается наибольшее количество фонем и выступают их основные варианты, и слабые позиции, где некоторые звуковые единицы совпадают в звучании.
Для конкретного фонологического противопоставления различаются позиция релевантности, где оно реализуется, и позиция нейтрализации, где реализации двух или более фонем совпадают, то есть противопоставление нейтрализуется. Так, в русском языке позиция конца слова является позицией нейтрализации противопоставления шумных согласных по звонкости — глухости (вот — вод [vot]), но позицией релевантности для противопоставления твёрдых и мягких согласных (гол [gol] — голь [gol']).
Московской фонологической школой была разработана теория позиций. Её сторонники различают комбинаторные (по положению реализации фонемы в ряду звуков) и конститутивные (по положению относительно ударения, границ слова и фразы) позиции. Кроме того, детализовано выделение сильных и слабых позиций: в перцептивно сильной позиции выступает основной вариант фонемы, в перцептивно слабой фонема подвергается обусловленным позицией модификациям. В сигнификативно сильной позиции (хотя она может при этом быть перцептивно слабой) реализация данной фонемы не совпадает с реализацией какой-либо другой фонемы, а в сигнификативно слабой такое совпадение имеет место. В сигнификативно и перцептивно сильной (то есть абсолютно сильной) позиции выступает доминанта — основной представитель фонемы (к примеру, <s> в слове сан), в сигнификативно сильной, но перцептивно слабой — вариация ([sʷ] в сон), а в сигнификативно слабой — вариант фонемы ([z] как вариант <s> в сдать).